# Mazkeret Batya
Mazkeret Batya (hebräisch מַזְכֶּרֶת בַּתְיָה Mazkeret Batjah, deutsch ‚Andenken Bettys‘) ist eine Stadt im Zentralbezirk Israels, 25 km von Tel Aviv und 30 km von Jerusalem entfernt.
Die 14.680 (Stand 2018) Einwohner zählende Stadt wurde 1883 gegründet und unter Wiederbelebung des Namens der untergegangenen philistäischen Stadt Ekron benannt. Der Ort wurde mit Unterstützung Edmond de Rothschilds gegründet und bei seinem Besuch im April 1887 auf seine Bitte hin zu Ehren seiner Mutter Betty (Bathiah) von Rothschild umbenannt. Durch die Nähe zu Tel Aviv zählt Mazkeret Batya zu einer der prosperierendsten Wissenschaftsregionen des Landes.
Seit 2008 ist Mazkeret Batya Partnerstadt von Celle.